# مارتن أندرسون (لاعب كريكت)
مارتن أندرسون (6 سبتمبر 1996 بريدنغ في المملكة المتحدة - ) (بالإنجليزية: Martin Andersson)‏ هو لاعب كريكت بريطاني. لعب مع نادي مقاطعة ميدلسكس للكريكت ‏ وLeeds/Bradford MCC University ‏.

## وصلات خارجية
- مارتن أندرسون على موقع إي آس بي آن كريك إنفو (الإنجليزية)